# 恩斯特·尼尔松
恩斯特·尼尔松（瑞典語：Ernst Nilsson，1891年5月10日—1971年2月11日），瑞典男子摔跤运动员。他曾代表瑞典参加1912年、1920年和1924年夏季奥林匹克运动会摔跤比赛，其中1920年奥运会获得一枚铜牌。